# Димитър Минчевич
Димитър Панталеев Минчевич (Минчович) е български юрист, дипломат и политик от Народната партия.

## Биография
Роден е през 1864 година в град Тулча, тогава в Османската империя. Син на д-р Пантелей Минчович. Негови дядовци са търновският търговец Хаджи Минчо, който забягва в Тулча след провала на Велчовата завера, и тулчанският чорбаджия Димитраки бей Теодоров, а сестра му Султана става съпруга на генерал Рачо Петров.
През 1881 година завършва Роберт колеж. В периода 1887-1889 година е дипломатически агент в Сърбия. Дипломатически представител в Букурещ, Румъния (1890, 1895) и Виена, Австро-Унгария (1891 — 1894).
От 1894 до 1895 е назначен за министър на правосъдието в 3-то правителство на Константин Стоилов.
През 1903 г. е открито първото българско дипломатическо представителство в Рим, като първи представител на България в Италия е назначен Димитър Минчевич. Там той е дипломат до 1907 г. след което е дипломатически представител в Лондон (1908 — 1909). 
След обявяването на независимостта на България недискретно се изказва, че страната не била узряла за тази стъпка, заради което е отстранен от поста си.
Димитър Минчевич умира през 1944 година.

## Дарителство
Изявен дарител на Българския червен кръст, Българския археологически институт и БАН.